# Mindre kejsartrollslända
Mindre kejsartrollslända (Anax parthenope) är en trollsländeart som först beskrevs av Selys 1839.  Anax parthenope ingår i släktet Anax och familjen mosaiktrollsländor. IUCN kategoriserar arten globalt som livskraftig. Arten förekommer tillfälligt i Sverige, men reproducerar sig inte.

## Underarter
Arten delas in i följande underarter:
- A. p. geyri
- A. p. jordansi
- A. p. julius
- A. p. parthenope

## Bildgalleri

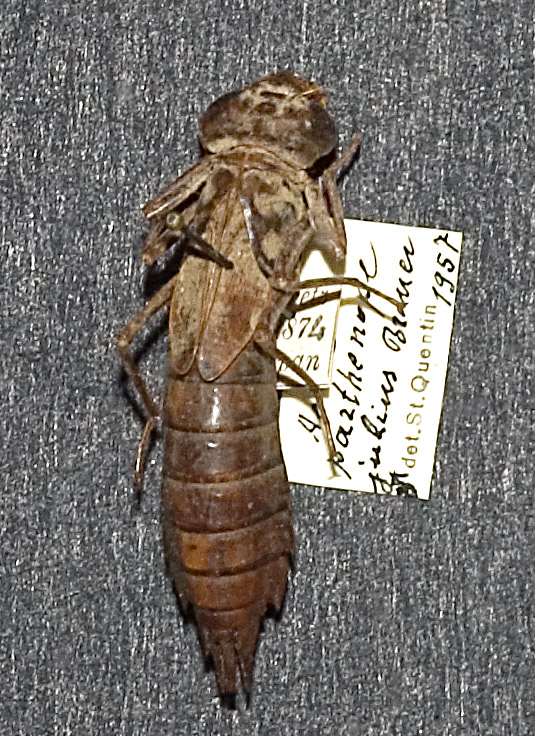
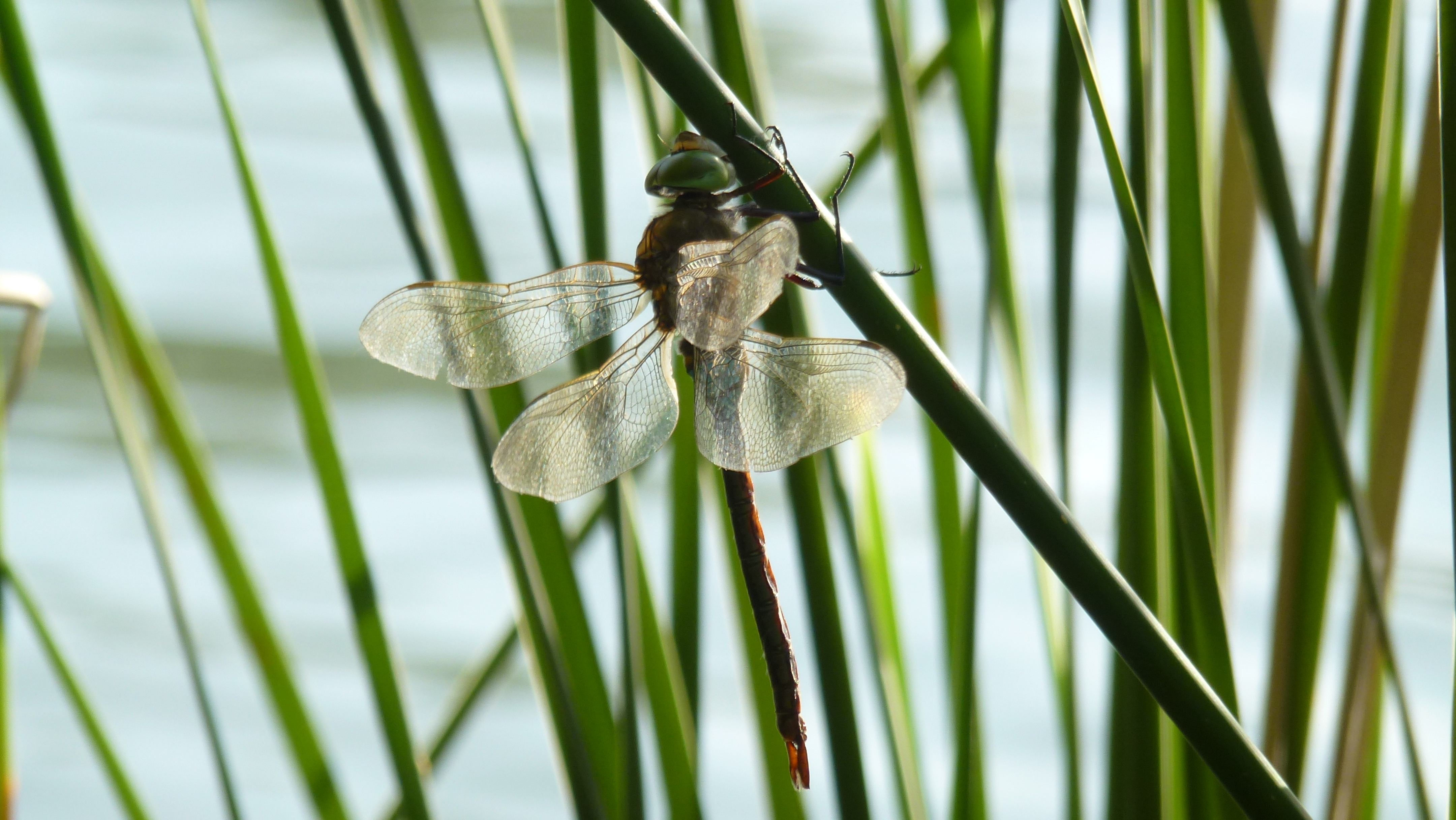
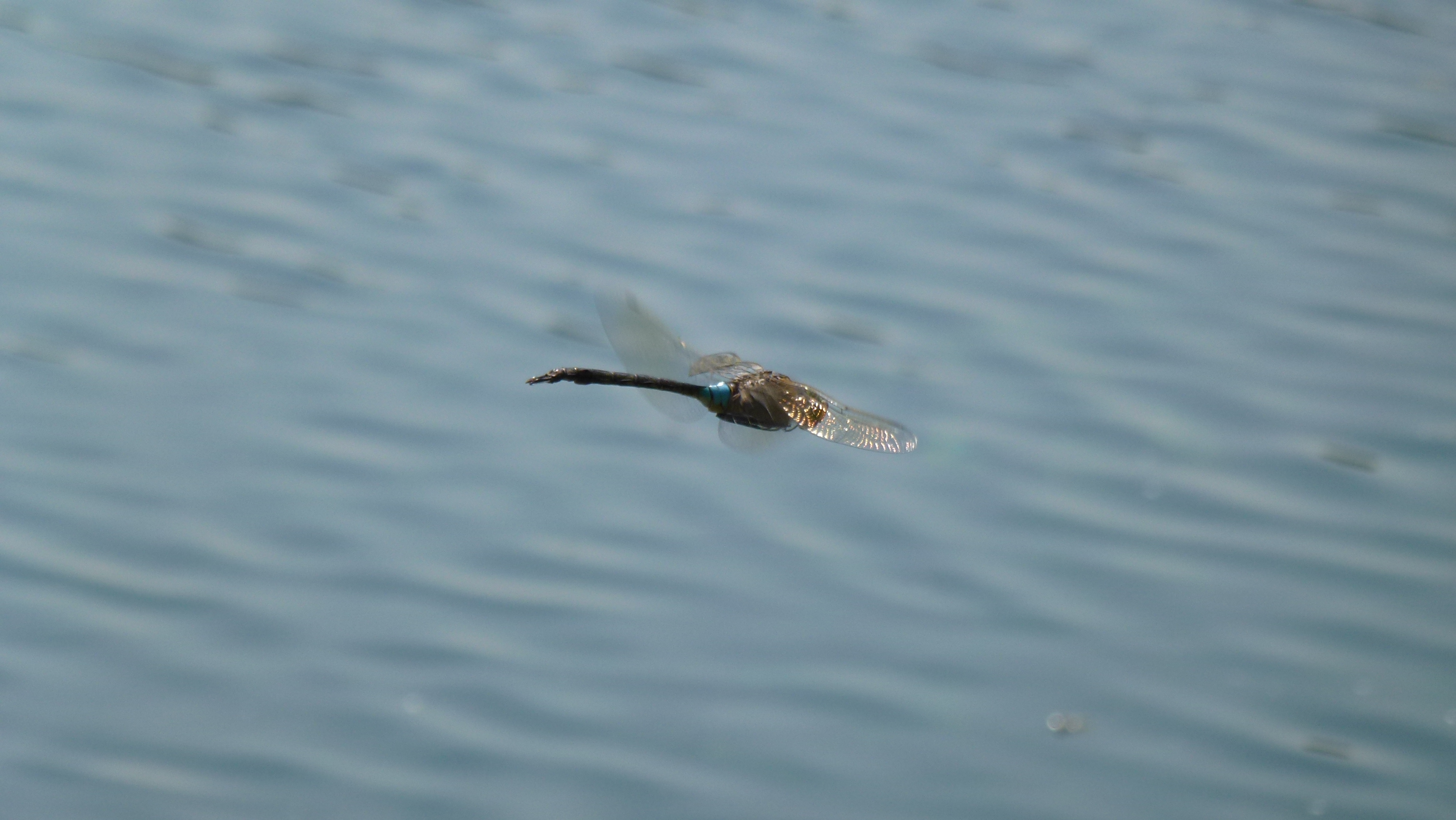
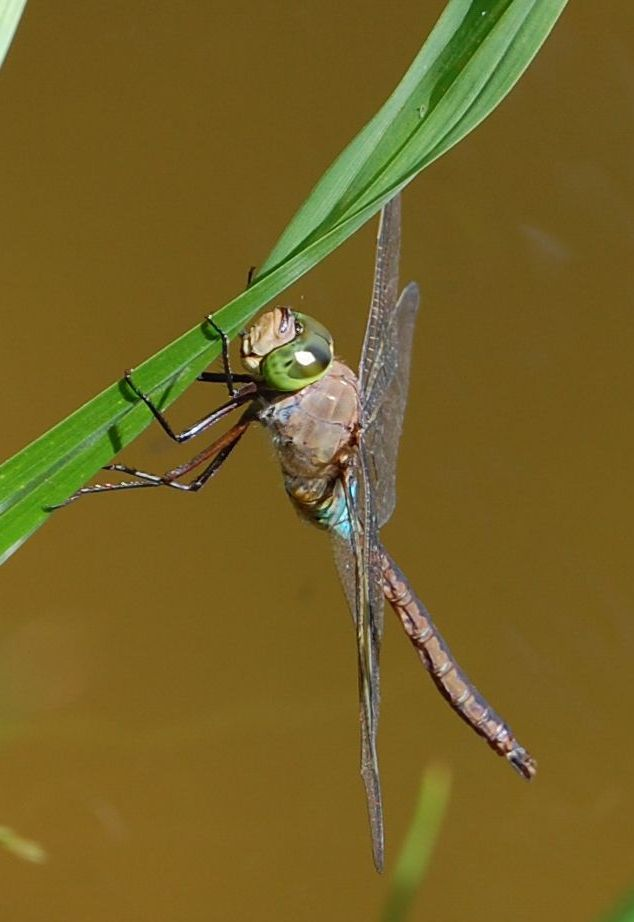
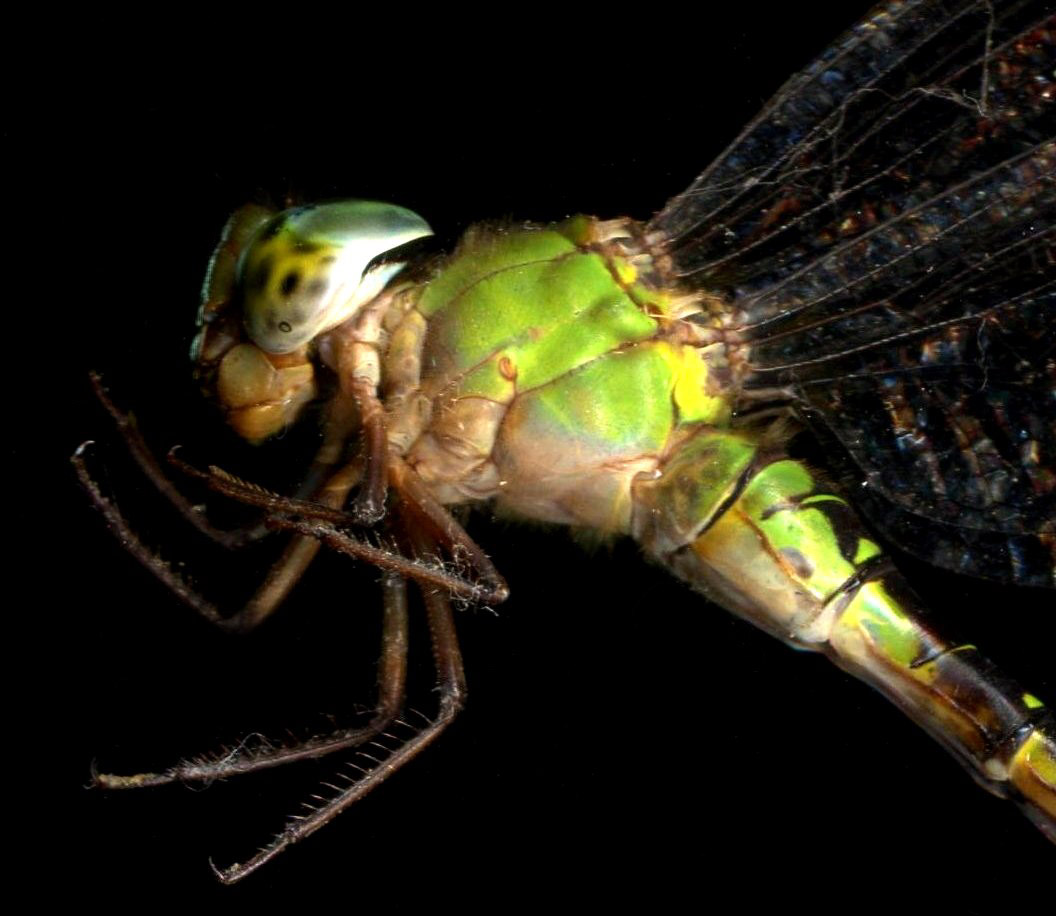